# Monastère de Lepenac
Le monastère de Lepenac (en serbe cyrillique : Манастир Лепенац ; en serbe latin : Manastir Lepenac) est un monastère orthodoxe serbe situé à Lepenac, dans le district de Rasina et dans la municipalité de Brus en Serbie. Il est inscrit sur la liste des monuments culturels protégés de la République de Serbie (identifiant no SK 174),.

## Présentation
Le monastère se trouve sur la rive droite de la rivière Rasina. Il a été fondé au XIVe siècle mais le nom de son fondateur reste inconnu,.
L'église, dédiée à saint Étienne, est caractéristique du style de l'école moravienne de la Serbie médiévale ; en revanche, des modifications effectuées au milieu du XVIe siècle lui ont donné son apparence actuelle. Elle mesure 20 m de long, ce qui en fait l'une des grandes églises moraviennes. Elle s'inscrit dans un plan tréflé et est constituée d'une nef prolongée par des absides demi-circulaires en saillie et précédée par un narthex ; cette nef est dominée par une coupole reposant sur des piliers. Elle a conservé sa décoration moravienne sur une hauteur d'environ 2 m.